# 新立駅
座標: 北緯39度4分42秒 東経117度21分3秒 / 北緯39.07833度 東経117.35083度
新立駅（しんりつえき）とは中華人民共和国天津市東麗区に位置する天津地下鉄9号線の駅である。計画時の名称は新立鎮駅であった。

## 駅構造
- 島式ホーム1面2線を有する高架駅。

## 歴史
- 2006年3月1日 - 開業。

## 隣の駅
- ■9号線

二号橋駅 - 新立駅 - 東麗開発区駅